# 栄誉称号
栄誉称号（えいよしょうごう）とは、
- 栄誉ある称号のこと。あるいはそれらの総称[要出典][注釈 1]。栄称[注釈 2]、貴号とも[要出典][注釈 3]。
- また、憲法に定める栄誉に基づく称号を指す。国家の栄誉称号については国家栄誉称号ともいう[要出典][注釈 4][注釈 5][注釈 6]。

## 栄誉称号とは
栄誉や栄誉称号には貴族や華族の爵位のように栄誉特権、皇室法上の特権、国法上の特権などが伴う性質があった。
名誉称号とは特権の伴わない名誉上の称号という場合がある。

### 栄誉称号の褫奪・剥奪について
政府による栄誉称号の剥奪の例としては、2008年、イギリスがジンバブエのロバート・ムガベ大統領に授与していたナイト爵位を剥奪したのはその例である。ムガベ大統領は同年実施された大統領選挙で野党に敗れたにも関わらず、その結果を公表せず、権力の座に留まり続け、それを批判する野党や有権者に圧力を加えるなどしていた。その後、大統領は6月27日に野党の反対を抑え決選投票を行うことを宣言するなどしたことから、イギリスが同大統領への批難の意思表示として爵位の剥奪を決定した。
地方政府における栄誉称号剥奪の例としては、ナチス・ドイツの総統であったアドルフ・ヒトラーの名誉市民称号剥奪が知られる。ヒトラーは存命時、ドイツ国内外の市町村より4000以上の名誉市民称号を贈られていたが、第二次世界大戦後は侵略戦争と独裁、ユダヤ人虐殺等を行った張本人として、戦後は基本的に称号剥奪の対象となった。しかし、2013年にはドイツ北部のゴスラー市でヒトラーの名誉市民称号が剥奪されていないケースが発覚し、同市の市議会の決定により改めて剥奪される事案が生じている。また、2011年にはヒトラーの生地であるオーストリアのブラウナウ市が、ヒトラーが首相に就任した1933年に名誉市民の称号を贈っていたことが判明、2011年7月7日、市議会が全会一致で取り消しを議決した。
2017年にはミャンマーの国民民主連盟党首で同国の国家顧問のアウンサンスーチーが同国に居住していたロヒンギャの弾圧問題に適切な対応を取っていないとして、イギリスのオックスフォード市議会がかつてスーチーに贈った「オックスフォードの自由」という栄誉称号が剥奪された。同じくロヒンギャ問題への対応を理由としたスーチーの「名誉市民」称号の取り消しは、イギリスのエディンバラ、グラスゴー、シェフィールド、ニューカッスル、アイルランドのダブリンなどでも行われている。2018年10月2日にはカナダ議会が「名誉市民」の剥奪を議決した。
大学などでも博士学位論文の剽窃や捏造を理由として、一度、授与した博士号をその後剥奪する例がある。